# Ernst Kabel
Ernst Eduard Kabel (* 20. April 1879 in Hamburg; † 30. Januar 1955) war ein deutscher Druckereibesitzer und Verleger.

## Leben
Kabel ging in seiner Geburtsstadt Hamburg zur Schule. Durch seinen Schullehrer Otto Ernst, der in seiner Freizeit Gedichte und Bühnenstücke verfasste, kam er mit dem Plattdeutschen in Berührung, für das er, nach anfänglicher Ablehnung, eine große Liebe und Leidenschaft entwickelte. Als Rezitator von plattdeutscher Lyrik und Geschichten trat er, von verschiedenen Arbeitertheatervereinen gefördert, regelmäßig mit Freunden im Kleinen Saal der Hamburger Musikhalle und im Hamburger Conventgarten auf.

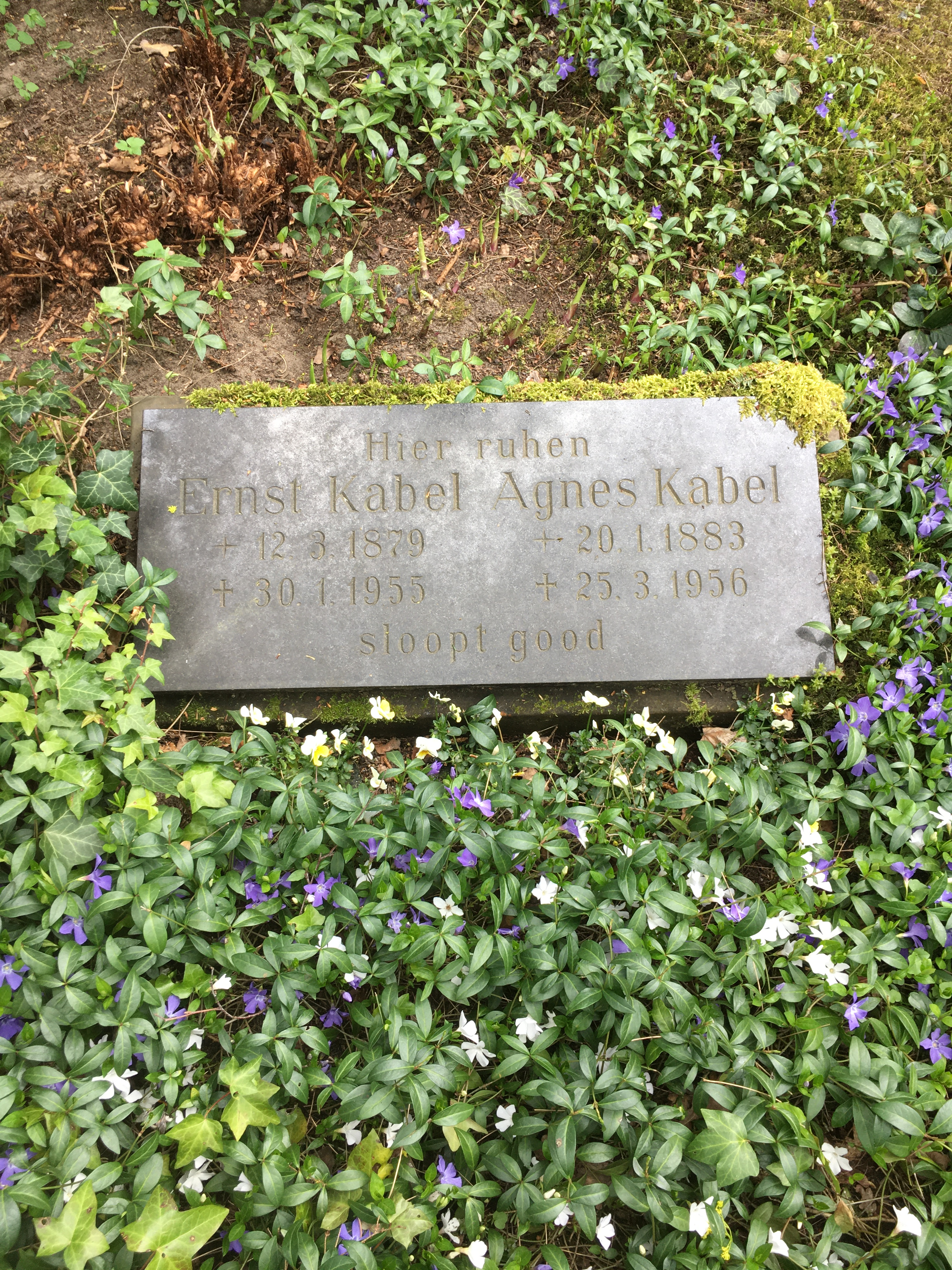
Kissenstein in der Familiengrabstätte auf dem Friedhof Ohlsdorf

Im Jahre 1900, im Alter von 21 Jahren, machte er sich im Hinterhaus des Anwesens Große Bleichen 30 mit einer eigenen kleinen Druckerei selbständig, in der er Vereinszeitungen, Zeitschriften, Broschüren, Prospekte, Plakate und Eintrittskarten druckte. 1915 wurde Ernst Kabel zum Fronttheater einberufen, wo er im Rahmen von Unterhaltungsshows vor Soldaten u. a. in Brüssel, Namur, Brügge und Charleroi auftrat. Im Kriegswinter 1917 kehrte er heim und blieb fortan in Hamburg. Mit seiner Druckerei, die er auch im Ersten Weltkrieg größtenteils weiterführen konnte, baute er sich eine gutbürgerliche Existenz auf. Zeitweise führte er die Druckerei mit seinem Bruder Hans als Kompagnon; seine Frau und seine Tochter halfen in den 1920er Jahren oft bei Falzarbeiten mit. Im Rahmen der allgemeinen Weltwirtschaftskrise geriet Ernst Kabel Ende der 1920er Jahre mit seiner Druckerei allerdings ebenfalls zeitweise in finanzielle Schwierigkeiten. Er leitete die Druckerei und später den Ernst Kabel Verlag, der nach Kabels Tod weiter bestand und 1997 als Imprint vom Piper Verlag erworben wurde.
Zum 1. Mai 1933 trat Kabel der NSDAP bei (Mitgliedsnummer 2.999.170).
1907 heiratete er seine Ehefrau Agnes, geb. Oelkers (1883–1956), die er in einem Hamburger Theaterverein kennengelernt hatte. Ihre gemeinsame Tochter, nachdem die Ehe über 7 Jahre kinderlos geblieben war, war die im August 1914 geborene spätere Volksschauspielerin Heidi Kabel. Ernst Kabel war im April 1937 auch Trauzeuge bei der Heirat seiner Tochter mit dem Schauspieler und Regisseur Hans Mahler.
Kabel war über drei Jahrzehnte Vorsitzender des Vereins geborener Hamburger, der unter seiner Leitung mit 4000 Mitgliedern die größte gesellige Organisation Hamburgs wurde. Ernst Kabel förderte insbesondere das heimatliche Volks- und Brauchtum. Er starb im Januar 1955 im 76. Lebensjahr nach einem schweren Kehlkopfleiden.
Ernst Kabel wurde auf dem Friedhof Ohlsdorf beigesetzt. Die Familiengrabstätte liegt im Planquadrat S 3, südlich vom Forum an der Talstraße.